# Nordagutu
Nordagutu is een plaats in de Noorse gemeente Midt-Telemark, provincie Telemark. Nordagutu telt 360 inwoners (2007) en heeft een oppervlakte van 0,56 km².